# 水原KT音速彈
水原KT音速彈（韓語：수원 KT 소닉붐）為韓國職業籃球隊，以韓國水原市作為球隊所在地，參加韓國籃球聯賽。
水原KT音速彈未曾奪下KBL冠軍金盃。2024年5月，水原KT音速彈在KBL總冠軍賽中以1比4不敵釜山KCC宙斯盾。2024-25賽季參加東亞超級聯賽。